# Deseti brat
Román Deseti brat (Desátý bratr) Josipa Jurčiče je nejdůležitější[zdroj?] epické dílo své doby i autorovy tvorby jako takové. V rámci slovinské literatury se považuje za první slovinský román, a má tím pádem velký význam v rozvoji národní literatury. V románu Deseti brat můžeme najít všechny typické znaky Jurčičova psaní: „popis emocionálních, sociálních a duševních vlastností literárních osob; příběh postavený na odhalování tajemství minulosti v konfrontaci s událostmi v přítomnosti; malebný popis okolní krajiny a rovnováha stylistických prostředků, které velmi dobře propojují stylistické roviny popisu a přímé řeči v souladu se sociálním statusem osob a prostředí, ve kterém se román odehrává“. Úspěšnost tohoto románu dokazuje to, že je i v dnešní době oblíbeným čtením pro mnohé Slovince, byl také dramatizován a zfilmován.

## Vznik románu
Nepochybný[zdroj?] vliv na vznik románu měl skotský spisovatel Walter Scott. Kromě toho byl velmi ovlivněn Levstikovým literárním programem, ve kterém se v rámci probouzení národního vědomí zmiňuje také o desátých bratrech. Desátí bratři byli podle lidových povídaček něčím výjimečným. Říkalo se, že když se matce narodil desátý syn, měl zvláštní schopnosti. Jeho osudem bylo chodit od domu k domu, zpívat písně, vyprávět pohádky a přinášet štěstí. Lidé ho vždy rádi viděli, dali mu najíst a napít a poskytli mu nocleh.
Motivací románu byl pravděpodobně i zážitek z Jurčičova mládí, kdy se jako učitel zamiloval do své svěřenkyně, vzdělané hradní slečny Johany Ott. V románu tak popsal svoji platonickou lásku k Johaně a její rodinu, také okolí hradu Muljava, kraj, kde se narodil, a lidi, které znal.

## Děj románu
Příběh začíná příchodem hlavního hrdiny Lovra Kvase na Slemenice, kde má pracovat jako učitel. Během jeho cesty k hradu Slemenice potká čtenář dalšího hlavního protagonistu románu, desátého bratra Martínka Spaka. Právě Martínek ukáže Lovrovi cestu na hrad, přičemž mu slibuje, že ho tam čeká spousta nezapomenutelných zážitků. Jedním z nich je setkání s dcerou hradního pána Manicí. Nejen krásná, ale také velmi inteligentní Manice si hned získá Lovrovo srdce. Ten ovšem zpočátku nemá žádné úmysly svou lásku Manici vyznat, myslí si totiž, že je zasnoubená se synem sousedního pána, s Marijanem. Lásku jí vyzná, až když pozná, že Manica ho také miluje a že Marijanovi není zaslíbená. Svou lásku ovšem musí skrývat nejen kvůli Manicinému otci ale také kvůli Marijanovi, který Manici miluje a který se mezitím s Lovrem spřátelil.
Zápletka se objeví v momentě, kdy se Lovro svěřuje Manici se svými obavami o prozrazení jejich lásky. Bojí se, že je Marijan udá a že si Manici nikdy nebude moct vzít. Manica ho ujišťuje, že všechno bude v pořádku, pokud se na hrad vrátí jako doktor, a že si Marijana nikdy nevezme. Jejich rozhovor ovšem slyší právě Marijan. Několik dní na to, při oslavě narozenin Maniciného otce, vzkáže Marijan Lovrovi ať na něho po lovu počká v lese. Na setkání mu řekne, že o všem ví, a chce po něm, aby neprodleně a nadobro opustil hrad Slemenice, přičemž mu hrozí smrtí, pokud tak neučiní. Lovre se s ním nechce prát, a proto smířen s osudem odejde, zapomene tam ovšem svoji pušku. To se mu stane osudným. Celý jejich rozhovor slyší Martínek Spak, po Lovrově odchodu konfrontuje Marijana, začnou se prát. Martínek je postřelen, z posledních sil ovšem ještě vezme pušku a rozbije s ní Marijanovi hlavu. Potom se odplazí směrem k vesnici.
Prvním podezřelým se samozřejmě stane Lovre, před tím, než ho zatknou, mluví s Martínkem. Ten mu na smrtelné posteli odhalí své tajemství. Piškav, otec Marijana, je i jeho otec. S Martínkovou matkou se potají oženil a doufal ve velké bohatství od jejího strýce. Jeho touha po bohatství vedla až k vraždě nemocného strýce, která mu ovšem dědictví nezajistila. Martinkovu matku proto opustil a ona se z toho všeho zbláznila. Martínek u sebe nosí dopisy, které Piškav, pravým jménem Peter Kaves, jeho matce posílal. Prosí Lovra, aby dopisy odevzdal jejich autorovi a řekl mu, že mu jeho matka na smrtelné posteli vše odpustila. Lovre je ovšem zatčen a Kavesovi pouze vyřídí, aby za Martínkem přišel. Po rozhovoru s Martinkem se Kaves rozhodne Slemenice navždy opustit, zanechá několik dopisů pro syna Marijana, také pošle dopis do vězení, že je Kvas nevinný. Když se Marijan uzdraví a přečte otcovy dopisy, dozví se vše o jeho minulosti i to, že je příbuzný s Lovrem. Jeho otec také Lovrovi odkáže Polesek, jejich dům, a doporučí Marijanovi, aby raději ze Slemenic odešel. Příběh končí o několik let později, kdy se Lovre vrací z Vídně jako doktor práv a má svatbu s Manicí.
V rámci hlavního příběhu se dozvídáme také o životě ve vesnici. Barvitě jsou popsané události ve vesnické krčmě, hlavně vyprávění osobitého Krjavlja, které je pokaždé o tom samém. Dozvídáme se o osudu strýce Dolefa, věčně opilého mudrce. Autor nás také seznámí s Lovrovými dopisy svému příteli, kde se mu svěřuje s událostmi a zážitky z hradu.

## Prostor a čas
Na začátku románu je uvedeno, že příběh se odehrává před 40 lety. To by znamenalo začátek 18. století. Prostorově se v románu ocitáme ve Slovinsku na hradě Slemenice a v jeho okolí. Prostor románu je velmi často spojován s Jurčičovým rodným krajem Muljavou. V Muljavě také najdeme Jurčičův rodný dům, který je veřejně přístupný a funguje zároveň jako muzeum. Dům je specifický tím, že představuje typické selské stavení z 18. století a turisté si tak mohou představit, jak život v té době vypadal. Kromě prohlídky domu organizuje místní družstvo Zveza kulturnih društev Ivančna Gorica procházku po okolí nazvanou Jurčičeva pešpot. Po deželi Desetega brata, která lidi provádí po cestách desátého bratra a končí právě u jeho rodného domu. Čtenář si tak při čtení může prohlédnout místo, které je v románu podrobně popsáno.

## Vypravěč
Román je napsán v přítomném čase jako vyprávění autorského vypravěče. Pouze Lovrovy dopisy přítelovi jsou psány v první osobě, i když je Lovre samozřejmě vypravěčovo alter ego. Vypravěč si při odhalování tajemství pomáhá s retrospektivní metodou – v rámci příběhu se vrací do minulosti a čtenáři vysvětluje současnost s krátkým nebo delšími příběhy.

## Levstikova kritika
Hlavním Jurčičovým kritikem byl právě jeho vzor a mentor Fran Levstik. Nejvíce kritizoval už samo pojmenování slovinský román. Jeho kritika se vztahovala hlavně k tomu, že román vypráví o měšťanech a žádní slovinští měšťani neexistují, pouze sedláci jsou Slovinci, tvrdil tenkrát Levstik.
Dalším cílem jeho kritiky bylo nedostatečné vykreslení hlavních postav. Levstik vyčítá převážně to, že je Kvas jako hlavní hrdina málo aktivní, dokonce až nečinný a za ručičku ho neustále vodí a svým způsobem také ochraňují Martínek nebo Manica. Také Kvasův vztah k Marijanovi se mu zdá podivný. Dále vyčítá, že Marijana, ačkoliv dobře, popsal jako necitelného člověka. Podle Levstika je Marijan drsný, fyzicky zdatný muž, ale také hluboce citlivý, navzdory tomu, že nepíše básně a sentimentálně nevzdychá. Na druhou stranu, i když nikdy nemluví o lásce, chová se jako zamilovaný. Nakonec se cílem jeho kritiky stala i Manica, především proto, že je v románu moc stará. Faktem je, že pokud by tehdy už 23letá Manica měla na Kvasa ještě léta čekat až dostuduje, oženili by se v jejich 35 letech, což bylo na dívku v té době velmi pozdě. Levstik mu také doporučí, aby se více družil s ženami, několikrát se zamiloval a získal tak zkušenost, o které by potom mohl psát.
Poslední Levstikova kritická poznámka se týká jmen hrdinů, zdají se mu totiž málo slovinská. Podle něj by měl vybírat jména, která jsou národu známá a která zdůrazňují čisté slovanství. Hlavním důvodem podle něho bylo to, že taková jména potom z románů přechází mezi lidi. Zvláště v době boje proti němectví se mu zdál tento detail velmi důležitý.
Jurčiče samozřejmě tato tvrdá a upřímná kritika velmi ovlivnila. Celých pět let nenapsal jediný román. To mu ovšem dalo šanci literárně dozrát a stát se pravým mistrem slovinského románu.[zdroj?]